# Pithanus
Pithanus is een geslacht van wantsen uit de familie blindwantsen. Het geslacht werd voor het eerst wetenschappelijk beschreven door Fieber in 1858 .

## Soorten
Het genus bevat de volgende soorten:

- Pithanus hrabei Stehlik, 1952
- Pithanus maerkelii (Herrich-Schaeffer, 1838)
- Pithanus marshalli Douglas and Scott, 1868